# Nichts als die Wahrheit
Nichts als die Wahrheit è un film del 1999 diretto da Roland Suso Richter.